# فال دور (كيبك)
فال دور، كيبك (بالإنجليزية: Val-d'Or)‏ هي مدينة كندية تقع في مقاطعة كيبك. تبلغ مساحة هذه المدينة 3545.2537 (كم²)، ويبلغ عدد سكانها 31123 نسمة حسب إحصاء سنة 2006 م، بينما كان يسكنها 31430 نسمة في سنة 2001 م. تحتل هذه المدينة المرتبة رقم 131 بين مدن كندا حسب عدد السكان والمرتبة رقم 32 في المقاطعة. النمو سكاني في هذه المدينة يقدر بـ(-1).

## أعلام
- دينيس شابوت
- بيير براسارد
- دان بوشارد
- صموئيل هينلي
- داني بيدار

## وصلات خارجية
- الأطلس الحكومي لكندا
- إحصاءات كندا مع ساعة تعداد السكان